# Commission de l'Armée du Sénat
La Commission de l'Armée du Sénat est chargée, en France, de l'examen des questions de défense. C'est l'homologue de la Commission de la Défense nationale et des Forces armées de l'Assemblée nationale.

## Composition au début de la Première Guerre mondiale
Au début de la Première Guerre mondiale, la Commission était présidée par Charles de Freycinet (1914), puis Georges Clemenceau. Elle comptait 27 membres, dont :
- Paul Doumer ;
- Jules Jeanneney ;
- Léon Bourgeois ;
- Henry Bérenger ;
- Charles Humbert ;
- Henri Galli.